# 牟蓁
牟蓁（1493年—？年），字以登，四川重慶府巴縣人，明朝政治人物。

## 生平
嘉靖十六年（1537年）舉丁酉科四川鄉試，嘉靖二十九年（1550年）庚戌科第三甲第一百二十八名進士。曾任巴陵知縣。

## 家族
曾祖牟永英，贈都察院左僉都御史；祖牟俸，都察院右副都御史；父牟正大，知州進階奉政大夫；母楊氏（封太宜人）。永感下，妻陳氏，兄牟泰（知府）、牟春。